# Didimiàcies
Les didimiàcies (Didymiaceae) són una família de fongs mucilaginosos del fílum Amebozoa; conté 6 gèneres:
- Diderma
- Didymium
- Lepidoderma
- Mucilago
- Physarina
- Trabrooksia